# Euthyone melanocera
Euthyone melanocera là một loài bướm đêm thuộc phân họ Arctiinae, họ Erebidae.